# Ahmad Daouk
Ahmad Daouk (àrab: أحمد الداعوق, Aḥmad ad-Dāʿūq) (Beirut, 1892-1979) fou un home d'estat libanès que fou primer ministre del Líban (1941-1942 i 1960).

## Biografia
Era nascut a Beirut el 1893 en una gran família notable que havia tingut al país una activitat beneficiosa, en el domini industrial, comercial i filantròpic.
Després d'haver acabat els seus estudis secundaris a les escoles franceses de Beirut el 1910, va anar a França on va prosseguir els seus estudis tècnic obtenint el diploma d'enginyer de l'Escola Nacional d'Arts i Oficis d'Ais de Provença l'any 1914. Va fer estudis socials superiors de 1914 a 1915. De 1915 a 1919 va treballar com enginyer a la Societat General de les Sucreries i Refineries d'Egipte. De 1919 a 1920, fou conseller tècnic del rei Hussayn I de l'Hedjaz (per qüestions hidràuliques i mineres). De 1920 a 1927 va actuar com a expert pels tribunals libanesos.
Va ser nomenat Conseller municipal de la ciutat de Beirut i de Aley des de 1926 a 1941. Fou conseller a l'administració dels Wakfs musulmans de 1927 a 1941. Fou també administrador en diverses societats de banques, agrícoles, industrials i immobiliàries. No va parar, fora de les seves ocupacions personals, de fer part de grups polítics i econòmics en vista a realitzar un programa d'independència i de sobirania nacional pels països àrabs del pròxim orient.
Fou vicepresident del Consell i Ministre de Treballs Públics i de Correus i Telègrafs del govern libanès l'any 1941 i President del Consell dels Ministres (equivalent a primer ministre) del 1 de desembre de l'any 1941 al 26 de juliol de 1942. Aleshores el Líban era encara un mandat francès i el president que el va nomenar fou Alfred Naccache. El 1943 fou president del Congrés Nacional.
Fou ambaixador del Líban a França i ambaixador del Líban a Espanya de 1944 a 1958. En aquests anys va representar al Líban a França com a ministre plenipotenciari de 1944 a 1953 i com ambaixador de 1953 a 1958. Va prendre part a diverses delegacions a l'ONU, a la UNESCO, i a altres entitats o conferències internacionals.
Va ser nomenat per segona vegada primer ministre pel President Fouad Chehab, el 14 de maig de 1960, al front d'un govern encarregat d'organitzar les eleccions legislatives. Abandonarà la seva plaça prop de tres mes més tard, l'1 d'agost de 1960.
Fou també administrador de Banca de societats industrials, immobiliàries i de telecomunicacions (Ogero).
Va morir a Beirut el 24 d'agost de 1979.

## Distincions Honorifiques
- Coronel honorific de l'exèrcit de l'Hedjaz.
- Gran Creu de la legió d'honor (França).
- Medalla de Vermeil de la Ciutat de París.
- Gran Creu de l'Orde de Crist (Portugal).
- Gran Creu de l'Orde del Mèrit Espanyol.
- Gran Oficial de l'Orde de Sant Carles (Mònaco).
- Gran Oficial de l'Orde de Nahda (Hedjaz).
- Gran Oficial de l'Orde dels Omeies (Síria).
- Gran Oficial de l'Orde del Cedre (Líban).
- Medalla de la Reina Isabel (Anglaterra).